# Euschoengastia
Genre
Euschoengastia est un genre d'acariens de la famille des Trombiculidae. Les espèces de ce genre parasitent les chauves-souris.

## Liste d'espèces
De nombreuses espèces ont été décrites, dont :
- Euschoengastia alpina Sasa & Jameson 1954
- Euschoengastia americana Ewing, 1938
- Euschoengastia bakeri Fonseca, 1955
- Euschoengastia comosa Vercammen-Grandjean, Nadchatram & Traub, 1966
- Euschoengastia dactylopsila (Kaneko, Kadosaka & Kimura, 1992)
- Euschoengastia donaldi Kepka, 1958
- Euschoengastia floridaensis (Abo-Taka & Comroy, 1995)
- Euschoengastia indica (Hirst)
- Euschoengastia iranica Kudryashova, Neronov & Farang-Azad, 1978
- Euschoengastia itagakii (Kaneko, Kadosaka & Kimura, 1992)
- Euschoengastia jamesoni (Brennan, 1948)
- Euschoengastia jiuzhiensis Yang, 1992
- Euschoengastia kalakunluna Shan & Wen, 1984
- Euschoengastia maseri Wrenn, 1983
- Euschoengastia menghaiensis (Yu, Yang & Gong, 1986)
- Euschoengastia meshhedensis Kudryashova, Neronov & Farang-Azad, 1978
- Euschoengastia montana (Yu, Yang & Chen, 1980)
- Euschoengastia qilianensis Yang & Li, 1996
- Euschoengastia silvatica Kudryashova, Neronov & Farang-Azad, 1978
- Euschoengastia weifangensis Teng & Zhang, 1989
- Euschoengastia whitakeri Wrenn, 1984
- Euschoengastia yunnanensis (Yu, Yang & Chen, 1980)
- Euschoengastia zahedanica Kudryashova, Neronov & Farang-Azad, 1978